# CeCe Winans
Priscilla Winans Love, známá pod pseudymem CeCe Winans (* 8. října 1964 Detroit, Michigan), je americká gospelová zpěvačka a držitelka mnoha cen Grammy a Stellar.

## Mládí
CeCe Winans se narodila v Detroitu, Michigan Davidovi a Delores Winansovým. Byla osmá z deseti dětí a nejstarší z tří dívek.

## Hudební kariéra

### BeBe & CeCe
V době kdy začala CeCe studovat vysokou školu, byli spolu s jejím bratrem přijati do vokálního sboru v televizní show "The PTL Club" (dnes známé jako "Praise the Lord (Chvalte Pána)"). Byli přesunuti do univerzity v Severní Karolíny a zde působili v show asi pět let. V této době poznala CeCe svou životní lásku, Alvin Love, který byl také z Detroitu. Během jejich účinkování v PTL Club, nahráli BeBe a CeCe "Lord Lift Us Up". Úspěch jim nakonec přinesla další nahrávka "Feels Like Heaven (With You)".

BeBe a CeCe opustili PTL aby se mohli plně věnovat nahrávání dalších alb - Heaven, Different Lifestyles, First Christmas a Relationships. V roce 1995 se rozcházejí aby se mohli věnovat sólové kariéře a ostatním zájmům.

### Sólová kariéra
CeCe začala svou sólovou kariéru albem "Alone in His Presence". Bylo vydáno v roce 1995 a získalo ocenění Grammy, dvě ocenění Dove včetně zpěvačka roku. Další album "Everlasting Love" bylo nahráno v roce 1998. Píseň "On That Day" byla napsána zpěvačkou Lauryn Hill. O rok později natočila CeCe další album - "His Gift a holiday".
V roce 1999 Winans začala nahrávat ve vlastní nahrávací společnosti "PureSprings Gospel". Její první album s tímto označením bylo "Alabaster Box", natočeno v roce 1999. Některé písně z alba složil gospelový zpěvák a hudebník Fred Hammond. V roce 2000 vydala v New Yorku CeCe videokazetu s názvem "Live At The Lambs Theater". Byly na ní obsaženy písně z předchozích alb. Další album natočila v roce 2001.
Trvalo další dva roky, než Winans natočila další album, v roce 2003 nahrála "Throne Room". Prvních tisíc kopií byly vydány na bonusovém albu, které obsahovalo rozhovor s CeCe, videa z natáčení CD a klip "More Than What I Wanted". V roce 2004 projela při turné 25 měst a následovalo DVD se záznamy koncertů. V září roku 2004 byla Winans hospitalizována kvůli vážným infekcím žaludku. Vzhledem k této přestávce bylo pokračování jejího turné přesunuto na počátek roku 2005.
7. album bylo nazváno "Purified" a vydáno v roce 2005. Podílel se na něm dlouholetý spolupracovník BeBe a CeCe Keith Thomas a Ceciin synovec Mario Winans

## Osobní život
CeCe nyní žije v Forest Hills v Tennessee (předměstí Nashvillu) s manželem Alvinem Love a dvěma dětmi, Ashley a Alvin III. CeCiiny děti figurovali v klipu "If Anything Ever Happened to You".